# Jakob Kehlet
Jakob Kehlet (Aarhus, 5 settembre 1980) è un arbitro di calcio danese.

## Carriera

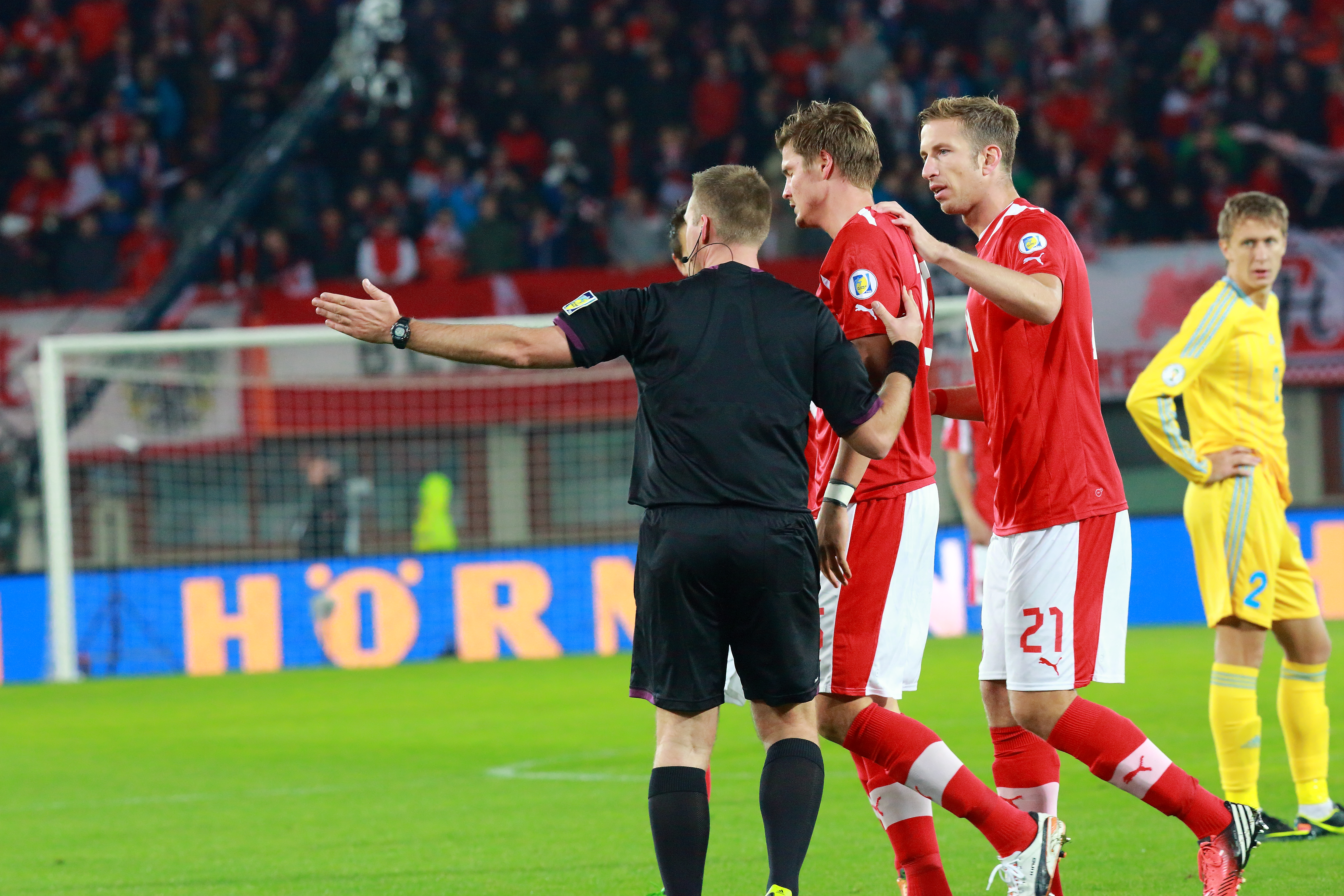
Kehlet di spalle durante - nel 2012

Danese di Aarhus, nel 2008, a 28 anni, arriva ad arbitrare in 1. Division, seconda serie, dove debutta il 17 agosto in Thisted-Næstved 4-1.
La stagione successiva fa il suo esordio in massima serie, la Superligaen, nel successo interno per 4-0 del Silkeborg sul Midtjylland del 26 luglio 2009.
Nel 2011 diventa internazionale, arbitrando alcune gare di Nazionali Under e il 12 luglio esordisce nelle coppe europee, in Champions League, nell'andata del 2º turno di qualificazione, in Irlanda, una vittoria per 1-0 dello Shamrock Rovers sugli estoni del Flora Tallinn.
Il 16 ottobre 2012 fa l'esordio da internazionale, nella sfida di qualificazione al Mondiale 2014 a Vienna tra Austria e Kazakistan, vinta 4-0 dai padroni di casa.
Nella stagione 2013-2014 viene designato per la finale di Coppa di Danimarca del 15 maggio 2014 a Copenaghen tra i padroni di casa e l'Aalborg, che vincerà il trofeo grazie ad un successo per 4-2.
Il 1º ottobre 2015 arbitra per la prima volta in una gara della fase finale di una coppa europea, l'Europa League, per la precisione in Dinamo Minsk-Rapid Vienna, valida per il girone E e vinta dagli austriaci per 1-0.